# Люпин багаторічний
Люпин багаторічний (Lupinus perennis) — вид квіткових рослин родини бобові (Fabaceae).

## Поширення
Рослина широко поширена в східній частині США (від штату Техас і Флорида до Мен і Міннесота), Канаді (південний Онтаріо), і на берегах Північного Льодовитого океану, де він росте на піщаних пагорбах і узбіччях доріг. В Україні люпин багаторічний зустрічається як декоративна рослина в садах.

## Опис
Корінь товстий, м'ясистий, багаторічний. Висота рослини до 120 см. Листки великі, низові, на довгих черешках з продовгувато-овальними листочками. Квітки сині, в густих китицях. Під час цвітіння їх охоче відвідують джмелі і бджоли. Боби, так само як і темні насінини, дрібніші, ніж у інших видів люпину. Рослина дуже розростається по схилах, пустирях і щороку дає багату зелену масу. Насіння дозріває найшвидше і тому район поширення цього люпину сягає на північ далі від інших видів.